# Schoutenia ovata
Schoutenia ovata är en malvaväxtart som beskrevs av Pieter Willem Korthals. Schoutenia ovata ingår i släktet Schoutenia och familjen malvaväxter. Inga underarter finns listade i Catalogue of Life.